# Annalena Tonelli

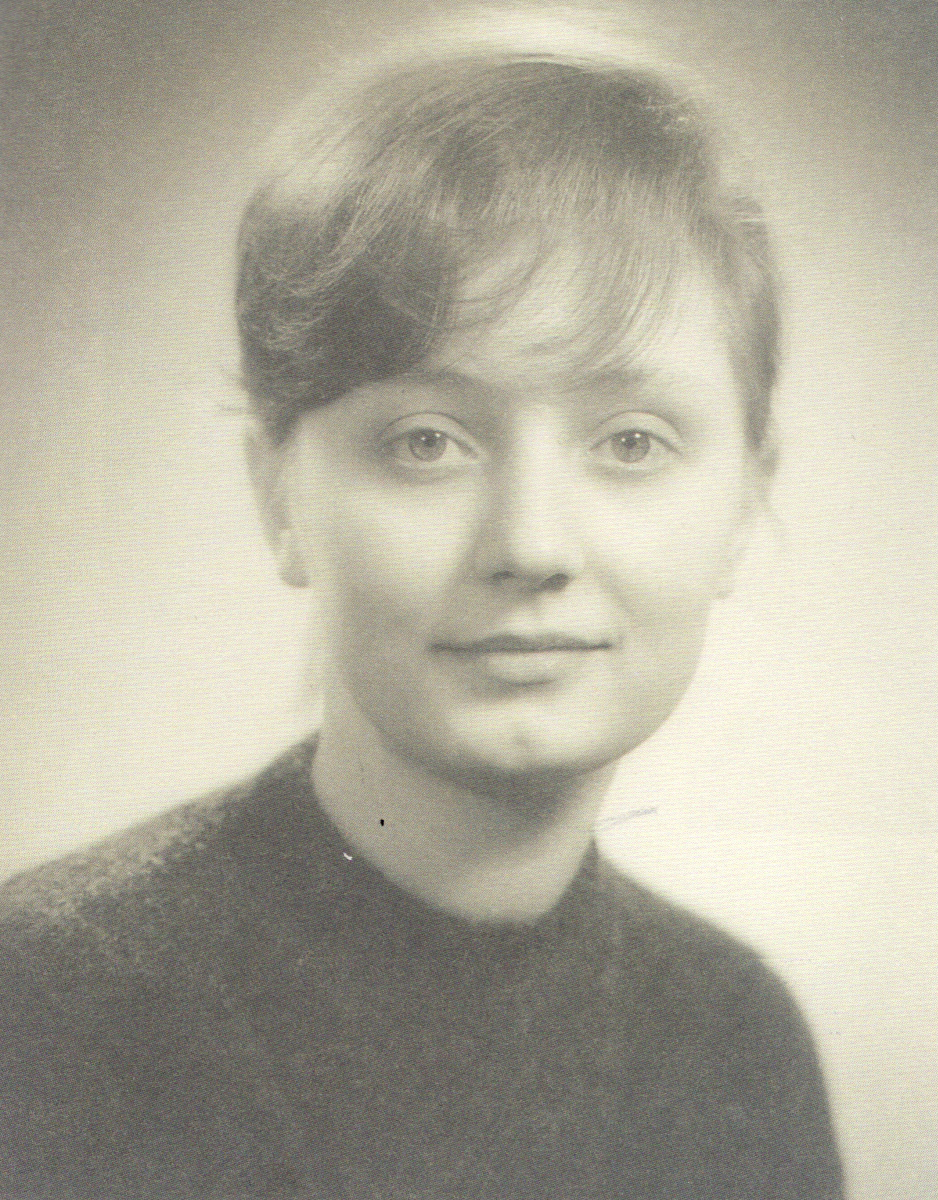
Annalena Tonelli (1961)

Annalena Tonelli (* 2. April 1943 in Forlì, Italien; † 5. Oktober 2003 in Boorama, Somaliland/Somalia) war eine italienische Juristin und politische Aktivistin.

## Leben
Tonelli studierte zunächst in ihrer Heimat Rechtswissenschaften und ging nach Abschluss des Studiums 26-jährig nach Afrika, um sich dort humanitär zu betätigen. Mit 27 wurde sie Englischlehrerin im Nordwesten Kenias und besuchte in Nairobi Kurse zur Diagnose und Behandlung von Tuberkulose, erwarb in London Diplome in Tropenmedizin und Gemeindemedizin und eignete sich in Spanien Kenntnisse über die Behandlung von Lepra an.
1986 zog Tonelli nach Somalia. Sie verteilte während des Bürgerkriegs Nahrungsmittel in Mogadischu und behandelte im Süden Somalias Tuberkulosepatienten. Später gründete Tonelli in Boorama in Nordsomalia/Somaliland ein Krankenhaus und behandelte dort vor allem Tuberkulose, Aids und Augenkrankheiten. Gemeinsam mit deutschen Ärzten trug sie dazu bei, dass 3.700 Afrikaner vom Grauen Star geheilt wurden und wieder sehen lernten. Zudem gründete sie in Somalia eine Schule für behinderte Kinder und bildete Pflegepersonal aus.
Außerdem trat Tonelli gegen die Beschneidung von Frauen und Mädchen auf und überzeugte viele traditionelle Beschneiderinnen in Boorama, diesen Brauch aufzugeben und ihre Kampagne zu unterstützen.
Als Motivation diente Tonelli ihr christlicher Glaube, sie betrieb jedoch keine Missionierung. Sie sagte: Ich verließ Italien, um das Evangelium mit meinem Leben zu bezeugen, den Fußstapfen Charles de Foucaulds zu folgen. 33 Jahre lang verkündete ich alleine mit meinem Leben das Evangelium, und in mir brennt der Wunsch, dies bis zu meinem Ende fortzusetzen. Dies ist es, was mich zutiefst motiviert, zusammen mit einer unbesiegbaren Leidenschaft für die Leidenden und Unterdrückten über alle Schranken von Rasse, Kultur und Glaube hinweg.
Sie wurde in der Region Somaliland wie eine Heilige verehrt, lebte bescheiden und arbeitete bis zu 20 Stunden am Tag für ihre Kranken. 2002 wurde sie vom italienischen Präsidenten Carlo Azeglio Ciampi mit dem Ehrentitel eines Commendatore della Republica Italiana ausgezeichnet. Im April 2003 erhielt sie für ihre Arbeit zur Linderung der Not von Flüchtlingen in Genf den Nansen-Flüchtlingspreis der UN.
Am 5. Oktober 2003 wurde Tonelli in ihrem Krankenhaus von Unbekannten erschossen.